# Ballbek
Die Ballbek (dän. Balbæk, auch Ballebæk) ist ein Wasserlauf in Süderschmedebyfeld. 
Sprachlich setzt sich sein Name aus dän. „balle“ für „lang gestreckt“ und „Bek“ für „Bach“ zusammen. Die Ballbek entspringt ursprünglich in Norderholz und mündet nach ca. 500 m in die Dingwater Au. Das „lang gestreckt“ bezieht sich wahrscheinlich nicht auf den Fluss, sondern auf den lang gestreckten „Hoogebarg“, der durch Kiesausbeutung vernichtet wurde.
Der ursprüngliche Quellbereich ist kanalisiert und während der Flurbereinigung begradigt worden.